# ویلسون گوتاردو
ویلسون گوتاردو (به پرتغالی: Wilson Roberto Gottardo) مدافع اهل برزیل است که در شهر Santa Bárbara d'Oeste و در تاریخ ۲۳ مهٔ ۱۹۶۳ به دنیا آمده‌است.
ویلسون گوتاردو در تیم‌های فوتبال União Barbarense سابقهٔ حضور دارد.